# Молдова на летних Паралимпийских играх 2012
Молдова участвовала в летних Паралимпийских играх 2012 в Лондоне, проходивших с 29 августа по 9 сентября 2012 года. В составе сборной на Играх приняли участие два человека, выступающих в соревнованиях по пауэрлифтингу.

## Пауэрлифтинг
Мужчины
| Спортсмен    | Категория | Результат | Место |
| ------------ | --------- | --------- | ----- |
| Стефан Роска | до 75 кг  | 167,0 кг  | 9     |

Женщины
| Спортсмен          | Категория  | Результат | Место |
| ------------------ | ---------- | --------- | ----- |
| Лариса Мариненкова | до 67,5 кг | —         | —     |